# نمونه‌برداری (پزشکی)

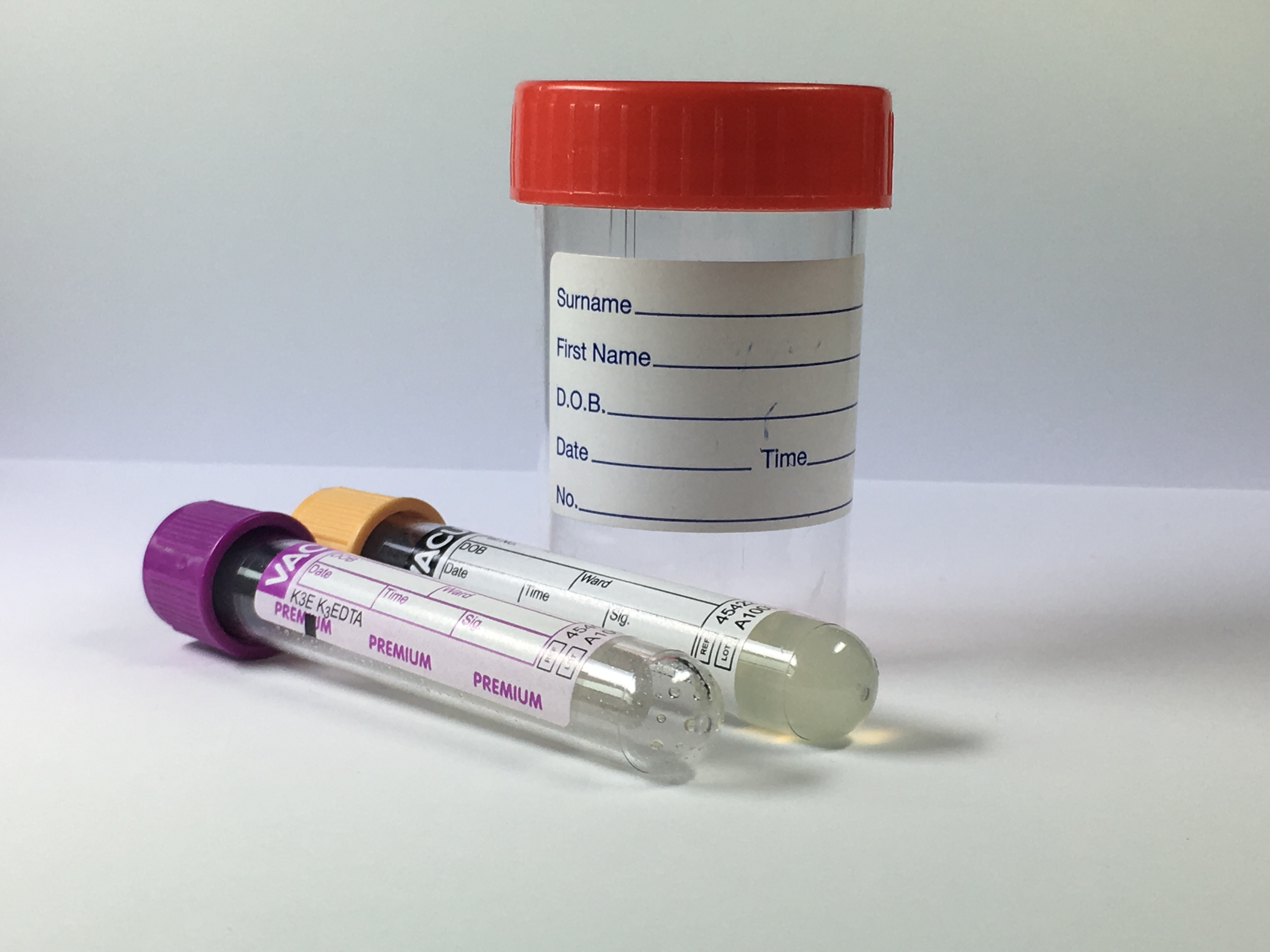
تجهیزات پزشکی مورد استفاده برای جمع‌آوری نمونه از بیماران

در پزشکی، نمونه‌برداری عبارت است از جمع‌آوری ماده از بدن برای کمک به فرایند تشخیص پزشکی و/یا ارزیابی نشانهای برای درمان، آزمایش‌های پزشکی بیشتر یا روش‌های دیگر. در این معنا، نمونه، ماده جمع‌آوری‌شده‌است و ابزار نمونه‌گیری یا نمونه‌بردار، فرد یا ماده‌ای است که نمونه را جمع‌آوری می‌کند.
نمونه‌گیری پیش‌نیاز بسیاری از آزمایش‌های پزشکی است، اما عموماً برای تاریخچه پزشکی، معاینه بالینی و آزمایش‌های رادیولوژی پیش‌نیاز نیست.

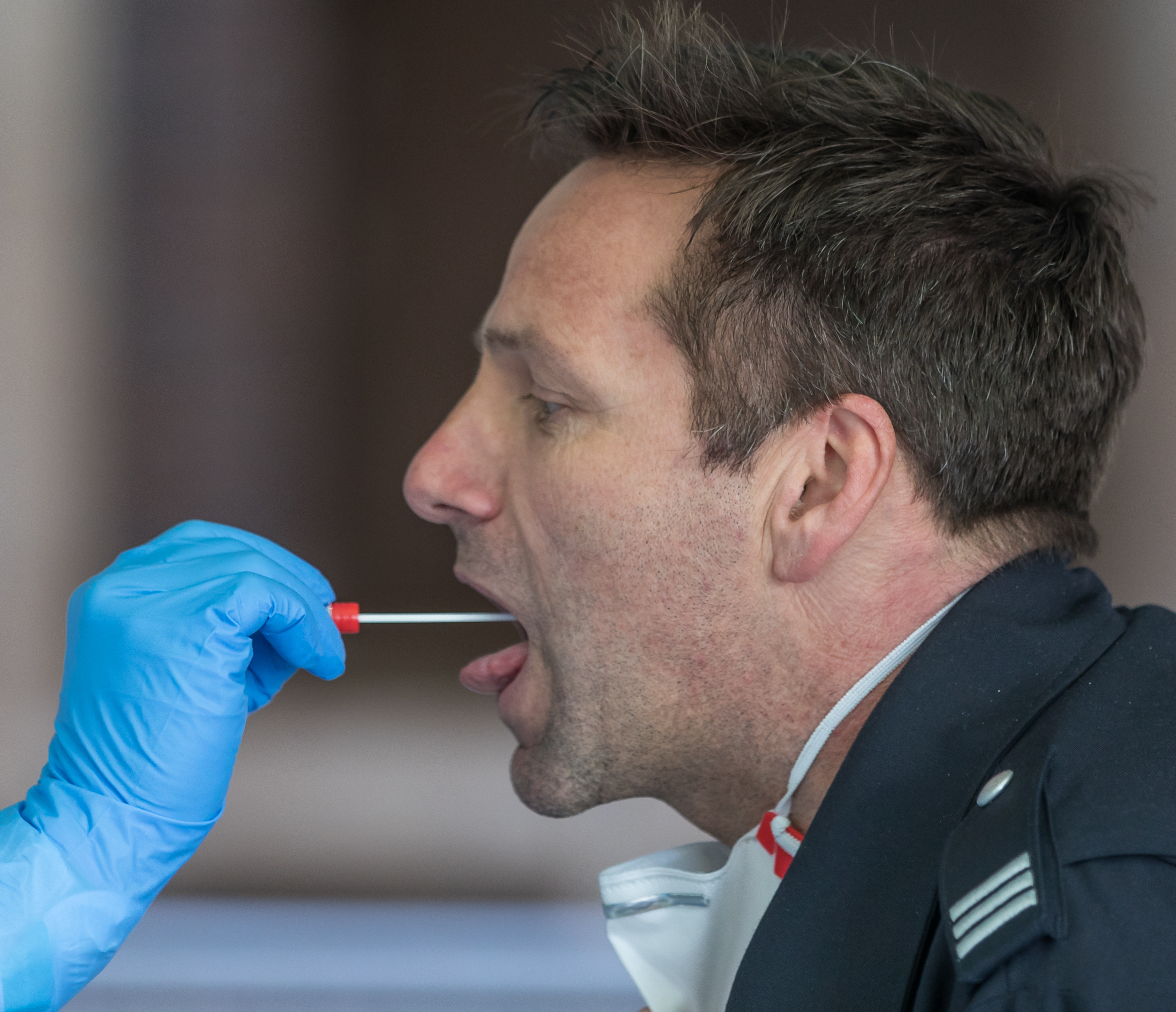
نمایش جمع‌آوری سواب گلو

## با تکنیک نمونه‌گیری
- به دست آوردن مواد دفعی یا موادی که به هر حال از بدن خارج می‌شوند، مانند ادرار، مدفوع، خلط یا استفراغ، با جمع‌آوری مستقیم هنگام خروج. نمونه بزاق را نیز می‌توان از دهان جمع‌آوری کرد.

جراحی (برش)، یک روش جراحی برای برداشتن نمونه‌های جامد یا بافت نرم است.
- سوراخ کردن (که سنتز نیز نامیده می‌شود) و به دنبال آن آسپیراسیون روش اصلی مورد استفاده برای نمونه‌برداری از بسیاری از انواع بافت‌ها و مایعات بدن است. نمونه‌هایی از آن عبارتند از توراکوسنتز برای نمونه‌برداری از مایع حفره جنب و آمنیوسنتز برای نمونه‌گیری از مایع آمنیوتیک. روش اصلی سنتز، به نوبه خود، بافت‌برداری آسپیراسیون است، اما سوزن‌هایی با طراحی متفاوت نیز وجود دارد، مانند آسپیراسیون مغز استخوان. سوراخ کردن بدون آسپیراسیون ممکن است برای مثال در نمونه‌گیری خون مویرگی کافی باشد.
- خراش دادن یا کشیدن. در تست پاپ، سلول‌ها از دهانه رحم با کاردک و برس مخصوص یا دستگاه جارو مخصوص بدون نیاز به سوراخ کردن بافت از طریق واژن وارد می‌شود، خراشیده می‌شوند. سلول‌های بافت پوششی برای آزمایش DNA را می‌توان با کشیدن سواب داخل گونه در دهان به دست آورد.